# Luis Felipe Pinilla
Luis Felipe Pinilla Astudillo (La Ligua, Región de Valparaíso, Chile, 24 de septiembre de 1997) es un futbolista chileno. Juega de delantero en flecha  de La Ligua, club participante de la Copa Chile.

## Trayectoria
Desde 2010 integró las divisiones inferiores de la Universidad de Chile donde llegaría a debutar en la Copa Chile 2012/13 a los quince años, siendo parte de la conquista de aquel torneo. Tras su debut no tendría mayor regularidad con los universitarios siendo noticia por actos fuera de la cancha con problemas de farándula con el también futbolista Jorge Acuña y la modelo Sandy Boquita además de chocar en estado de ebriedad y participar en un polémico asado que significaría su marginación del plantel azul.
Para la temporada 2016/17 partiría a préstamo a Iberia de la Primera B de Chile donde no tendría mayor regularidad por lo que finalizada aquella temporada ficharía por el Santiago Wanderers a pedido del técnico Nicolás Córdova quien lo conociera de la Selección de fútbol sub-20 de Chile. Con los caturros tendría intermitentes apariciones siendo parte de la obtención de la Copa Chile 2017.
En la siguiente temporada con los porteños no sería tomado en cuenta y al no encontrar club para partir permaneció con el plantel entrenando durante el primer semestre de la Primera B 2018 siendo cortado definitivamente al segundo.

## Selección nacional
Fue parte de la Selección de fútbol sub-20 de Chile que se preparó para el Campeonato Sudamericano de Fútbol Sub-20 de 2017 pero no llegaría a ser parte de la nómina final para aquel torneo.

## Estadísticas

### Clubes
| Club | Div           | Temporada     | Liga  | Liga  | Copas nacionales(1) | Copas nacionales(1) | Torneos internacionales(2) | Torneos internacionales(2) | Total | Total | Media goleadora(3) |
| Club | Div           | Temporada     | Part. | Goles | Part.               | Goles               | Part.                      | Goles                      | Part. | Goles | Media goleadora(3) |
| --- | ------------- | ------------- | ----- | ----- | ------------------- | ------------------- | -------------------------- | -------------------------- | ----- | ----- | ------------------ |
| Universidad de Chile · Chile                                                                                            | 1.ª           | 2012          | —     | —     | 1                   | 0                   | —                          | —                          | 1     | 0     | 0.00               |
| Universidad de Chile · Chile                                                                                            | 1.ª           | 2013          | —     | —     | —                   | —                   | —                          | —                          | 0     | 0     | 0.00               |
| Universidad de Chile · Chile                                                                                            | 1.ª           | 2013-14       | —     | —     | —                   | —                   | —                          | —                          | 0     | 0     | 0.00               |
| Universidad de Chile · Chile                                                                                            | 1.ª           | 2014-15       | 2     | 0     | 1                   | 0                   | —                          | —                          | 3     | 0     | 0.00               |
| Universidad de Chile · Chile                                                                                            | 1.ª           | 2015-16       | 9     | 2     | 3                   | 0                   | 1                          | 0                          | 13    | 2     | 0.15               |
| Universidad de Chile · Chile                                                                                            | Total club    | Total club    | 11    | 2     | 5                   | 0                   | 1                          | 0                          | 17    | 2     | 0.12               |
| Iberia · Chile | 2.ª           | 2016-17       | 12    | 2     | 1                   | 0                   | —                          | —                          | 13    | 2     | 0.15               |
| Iberia · Chile | Total club    | Total club    | 12    | 2     | 1                   | 0                   | 0                          | 0                          | 13    | 2     | 0.15               |
| Santiago Wanderers · Chile                                                                                              | 1.ª           | 2017          | 5     | 0     | 5                   | 0                   | —                          | —                          | 10    | 0     | 0.00               |
| Santiago Wanderers · Chile                                                                                              | 2.ª           | 2018          | —     | —     | —                   | —                   | —                          | —                          | 0     | 0     | 0.00               |
| Santiago Wanderers · Chile                                                                                              | Total club    | Total club    | 5     | 0     | 5                   | 0                   | 0                          | 0                          | 10    | 0     | 0.00               |
| Total carrera | Total carrera | Total carrera | 28    | 4     | 11                  | 0                   | 1                          | 0                          | 40    | 4     | 0.1                |
| (1) Incluye datos de Copa Chile. (2) Incluye datos de la Copa Libertadores. (3) No incluye goles en partidos amistosos. |               |               |       |       |                     |                     |                            |                            |       |       |                    |

### Resumen estadístico
|                   | Partidos | Goles | Promedio |
| ----------------- | -------- | ----- | -------- |
| Primera División  | 16       | 2     | 0.12     |
| Primera B         | 12       | 2     | 0.16     |
| Copa Chile        | 11       | 0     | 0.00     |
| Copa Libertadores | 1        | 0     | 0.00     |
| Total             | 40       | 4     | 0.10     |

## Palmarés

### Títulos nacionales
| Título                       | Club                 | País  | Año     |
| ---------------------------- | -------------------- | ----- | ------- |
| Copa Chile                   | Universidad de Chile | Chile | 2012/13 |
| Copa Chile                   | Universidad de Chile | Chile | 2015    |
| Copa Chile                   | Santiago Wanderers   | Chile | 2017    |
| Segunda División Profesional | Fernández Vial       | Chile | 2020    |

### Distinciones individuales
| Distinción                 | Año  |
| -------------------------- | ---- |
| Medalla Cruce de Los Andes | 2017 |